# Spanners
Albums de The Black Dog
Temple of Transparent Balls (en)
(1993) Parallel (en)
(1995)
Spanners est le troisième album studio de The Black Dog. Il est publié le 16 janvier 1995 par le label Warp. Il s'agit du dernier album réalisé en commun par Ken Downie, Ed Handley et Andy Turner ; les deux derniers décidant de se concentrer par la suite sur le projet Plaid.
AllMusic lui attribue la note maximale. Pour Ned Raggett, « il n'est guère surprenant que l'album soit sorti chez Warp Records ; le mélange de battements imprévisibles mais cristallins, de tonalités ambient et d'autres touches et ajustements sonores auraient pu être créés sur mesure pour servir de carte de visite pour le label ».
En 2017, le site Pitchfork inclut cet album dans sa liste des "50 meilleurs albums IDM de tous les temps".

## Liste des morceaux
| 1/A1.  | Raxmus              | 3:03  |
| 2/A2.  | Bolt1               | 0:27  |
| 3/A3.  | Barbola Work        | 6:42  |
| 4/A4.  | Bolt2               | 0:27  |
| 5/A5.  | Psil-cosyin         | 10:32 |
| 6/B1.  | Chase The Manhattan | 5:42  |
| 7/B2.  | Bolt3               | 1:36  |
| 8/B3.  | Tahr                | 3:08  |
| 9/B4.  | Bolt4               | 1:06  |
| 10/B5. | Further Harm        | 6:18  |
| 11/C1. | Nommo               | 6:53  |
| 12/C2. | Bolt5               | 0:22  |
| 13/C3. | Pot Noddle          | 7:13  |
| 14/C4. | Bolt6               | 0:42  |
| 15/C5. | End Of Time         | 3:44  |
| 16/D1. | Utopian Dream       | 6:00  |
| 17/D2. | Bolt7               | 0:17  |
| 18/D3. | Frisbee Skip        | 5:25  |
| 19/D4. | Chesh               | 6:03  |
| 75:40  |                     |       |

## Classements
| Classement (1995)             | Meilleure position |
| ----------------------------- | ------------------ |
| Royaume-Uni (UK Albums Chart) | 30                 |